# Bambusspecht
Der Bambusspecht (Gecinulus viridis) auch Rotscheitel-Bambusspecht ist eine Vogelart aus der Familie der Spechte (Picidae). Dieser kleine und insgesamt recht düster gefärbte Specht bewohnt Teile Südostasiens. Die Art besiedelt tropische immergrüne und laubabwerfende Wälder, wo sie eine sehr enge Bindung an größere Bambusbestände und zahlreiche Spezialisierungen an diese Pflanzen zeigt. Die Nahrung besteht wohl vor allem aus Ameisen, Käferlarven und anderen Insekten. Bambusspechte gelten als wenig häufig und nur lokal vorkommend, der Bestand ist wahrscheinlich abnehmend. Die Art wird von der IUCN jedoch noch als ungefährdet („least concern“) eingestuft.

## Beschreibung
Bambusspechte sind kleine Spechte mit einer kleinen Haube, einem weichen und breiten Schwanz und einem kurzen, am First geraden oder nur leicht gebogenen, meißelförmig zugespitzten und an der Basis breiten Schnabel. Die Nasenlöcher sind befiedert. Die Körperlänge beträgt etwa 25–26 cm, sie sind damit etwas größer als ein Buntspecht. Angaben zum Gewicht liegen bisher nicht vor. Die Art zeigt hinsichtlich der Färbung einen deutlichen Geschlechtsdimorphismus.
Diese Spechte sind insgesamt recht düster dunkelbraun und grün. Beim Männchen ist die gesamte Oberseite einschließlich der Schirmfedern fast einfarbig matt gelblich grün mit einem deutlichen Bronzeton, nur Bürzel und Oberschwanzdecken haben dunkel blutrote Spitzen. Arm- und Handschwingen sind dunkelbraun mit schmalen grünlichen Säumen auf den Außenfahnen und recht undeutlichen hellen Binden, die auf den Handschwingen aber auch kräftiger ausgebildet sein können. Die Steuerfedern sind oberseits schwarzbraun und grünlich gesäumt. Die gesamte Unterseite des Rumpfes ist einfarbig dunkel olivbraun, in den untersten Bereichen vielleicht etwas blasser. Die Unterflügel sind bräunlich mit schwacher Bänderung, die Unterflügeldecken sind grau und weißlich gefleckt. Der Unterschwanz ist braun und matt gelblich überhaucht.
Oberkopf, Haube und Nacken sind rot. Der übrige Kopf ist beigebraun mit gelblicher Verwaschung, zu den hinteren Oberkopfseiten und den Halsseiten hin mehr goldgrün und zum Kinn dunkler und mehr braun. Der Schnabel ist blassgelb bis weißlich, an der Basis etwas dunkler grau oder grünlich. Beine und Zehen sind olivgrün. Die Iris ist dunkelrot oder rötlich braun.
Weibchen fehlt die rote Partie auf dem Kopf, der gesamte Oberkopf ist matt grünlich gelb, an Haube und Hinterkopf mehr gelblich ocker- oder strohfarben.

## Lautäußerungen
Häufigste Rufe sind trockene Rasselrufe. Weiterhin ist eine Rufreihe wie „Kiíp-kii-kii-kii-kii-kii-kii“ mit etwa 3 Lauten pro Sekunde bekannt. Bei Begegnungen mit Artgenossen werden variable Rufe wie „Kwiik-wiik-wiik-wiik-wiik-wiik“ oder „wii-a-wii-a-wii“ geäußert. Die Trommelwirbel sind laut und dauern etwa eine Sekunde.

## Verbreitung und Lebensraum
Dieser Specht bewohnt Teile des kontinentalen Südostasiens. Das disjunkte Verbreitungsgebiet erstreckt sich von Süd- und Südost-Myanmar nach Süden über das benachbarte nordwestliche und westliche Thailand, den Norden von Laos und Teile von Zentral- und Süd-Thailand bis auf die Malaiische Halbinsel. Die Größe des Gesamtverbreitungsgebietes ist nicht genau bekannt.
Bambusspechte bewohnen tropische immergrüne und laubabwerfende Wälder, wo sie eine enge Bindung an größere Bambusbestände zeigen. Die Tiere sind im Norden ihres Verbreitungsgebietes weitgehend auf Niederungen beschränkt, im Süden des Areals kommen sie in Höhenlagen zwischen 600 und 1400 m vor.

## Systematik
Winkler et al. betrachten die Art als monotypisch. Eine von anderen Autoren anerkannte südliche Unterart Gecinulus viridis robinsoni wird von ihnen nicht akzeptiert, da deren Merkmale auch im Norden des Areals auftreten.

## Lebensweise
Die wenig auffallende Art hält sich meist an Bambus auf und hat eine Reihe von Anpassungen für die Nutzung dieser Pflanzen entwickelt, sie sucht nur selten den Boden auf. Die Nahrung besteht wohl vor allem aus Ameisen, Käferlarven und anderen Insekten. Sie wird an totem und lebendem Bambus gesucht, von dem die Tiere Beute ablesen oder in Bruchstellen, Spalten und Löchern mit dem Schnabel sondieren. Sie bewegen sich dabei langsam und zielgerichtet und suchen das Substrat sorgfältig ab. Diese Spechte können sich nur an den Nodien der Bambushalme gut genug festkrallen, um über diesen Nodien kleine runde Löcher in den Stängel zu hacken, sie hacken dabei nur wenig intensiv und kurz. Bambusspechte bewegen sich auf ungewöhnliche Weise von Nodus zu Nodus, sie rutschen dabei am Halm entlang, den sie mit den Füßen umklammern.
Die Art wird meist einzeln oder in Paaren beobachtet. Die Höhlen sind etwa 25 cm tief und werden in Bambusstängeln oberhalb eines Nodus angelegt. Weitere Angaben zur Brutbiologie liegen bisher nicht vor.

## Bestand und Gefährdung
Angaben zur Bestandsgröße gibt es nicht. Die Art gilt als wenig häufig und nur lokal vorkommend, und der Bestand ist aufgrund der anhaltenden Lebensraumzerstörung wahrscheinlich abnehmend. Der Bambusspecht wird von der IUCN jedoch noch als ungefährdet („least concern“) eingestuft.